# Congresso dei Nazionalisti Ucraini

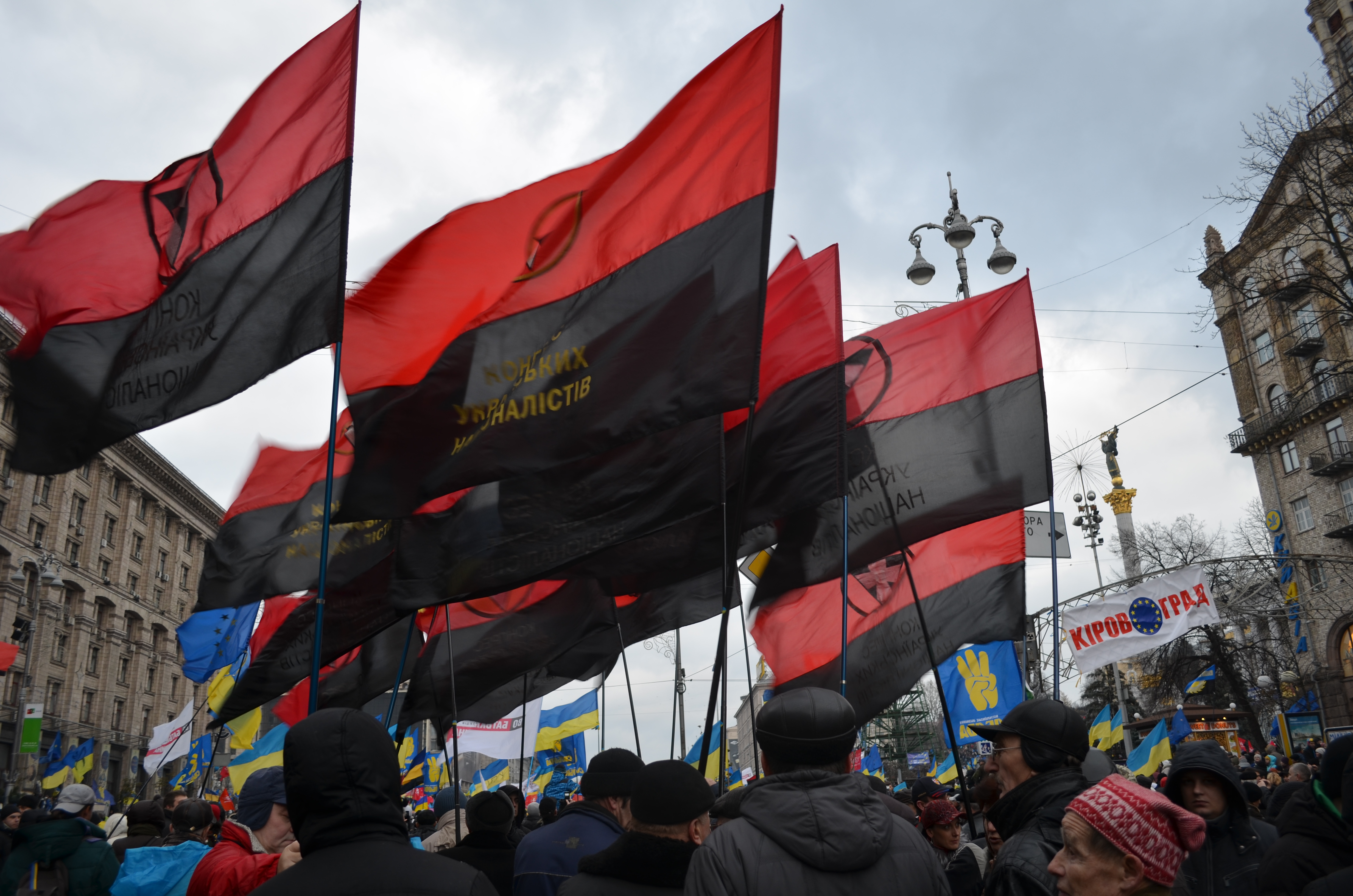
Attivisti durante le Manifestazioni di protesta pro-europee, il 1º dicembre 2013

Il Congresso dei Nazionalisti Ucraini (in ucraino Конгрес Українських Націоналістів) è un partito politico ucraino di orientamento conservatore-nazionale fondato nel 1992 da un gruppo di esuli guidati da Slava Stetsko e Roman Zvarych.
Il partito si ispira all'Organizzazione dei Nazionalisti Ucraini e preme per una significativa autonomia dalla Russia, proponendo l'avvicinamento all'Unione europea.

## Storia
Il partito si presentò per la prima volta alle elezioni parlamentari del 1994, in cui ottenne l'1,33% dei voti 5 seggi.
Alle elezioni parlamentari del 1998 entrò nel Blocco Elettorale Fronte Nazionale (insieme al Partito Repubblicano Conservatore Ucraino e al Partito Repubblicano Ucraino), che ottenne il 2,72% dei suffragi e 7 seggi.
Alle elezioni parlamentari del 2002 entrò nel Blocco Ucraina Nostra, alleanza a sostegno di Viktor Juščenko, e alle presidenziali del 2004 contribuì a farlo eleggere Presidente. Nel 2005 Roman Zvarych divenne ministro della giustizia nel primo governo di Julija Tymošenko.
In occasione delle elezioni parlamentari del 2006 il partito confermò l'adesione al blocco di Juščenko, mentre decise di non concorrere alle elezioni del 2007, indette dopo una grave crisi politica.
Alle elezioni parlamentari del 2012 inserì propri candidati all'interno di Ucraina Nostra, che si fermò all'1,11% dei voti senza conseguire alcuna rappresentanza; presentatosi solo in alcuni collegi alle parlamentari del 2014, ottenne lo 0,05% dei voti.

## Risultati elettorali
| Elezione          | Voti                      | %                         | Seggi                     |
| ----------------- | ------------------------- | ------------------------- | ------------------------- |
| Parlamentari 1994 | 361.352                   | 1,33                      | 5 / 450                   |
| Parlamentari 1998 | 721.966                   | 2,72                      | 7 / 450                   |
| Parlamentari 2002 | Nel Blocco Ucraina Nostra | Nel Blocco Ucraina Nostra | Nel Blocco Ucraina Nostra |
| Parlamentari 2006 | Nel Blocco Ucraina Nostra | Nel Blocco Ucraina Nostra | Nel Blocco Ucraina Nostra |
| Parlamentari 2007 | N.D.                      | N.D.                      | N.D.                      |
| Parlamentari 2012 | In Ucraina Nostra         | In Ucraina Nostra         | In Ucraina Nostra         |
| Parlamentari 2014 | 8.976                     | 0,05                      | 0 / 450                   |
| 1.                |                           |                           |                           |